# Kiełbasów
Kiełbasów – przysiółek Pewli Małej. Znajduje się na lewym brzegu Koszarawy, na stokach Gawrońca, które porasta Las Kiełbasowski.
Niewielka część Kiełbasowa znajduje się na terenie wsi Świnna, w tym kaplica, obok której rośnie dąb posadzony przez Jana Pawła II.
Znajdujący się tam Las Kiełbasów służy ludziom do spacerowania, zbierania grzybów i jazdy na rowerze. Dawniej teren ten był lasem miejskim, należącym do miasta Żywca.
Mieści się tutaj także leśniczówka Leśnictwa Kiełbasów, które podlega pod Nadleśnictwo w Jeleśni i jest gospodarzem Rezerwatu Przyrody Gawroniec.
W Kiełbasowie znajdują się domki z agroturystyką.